# Krouna
Krouna (en allemand : Krauna) est une commune du district de Chrudim, dans la région de Pardubice, en République tchèque. Sa population s'élevait à 1 425 habitants en 2022.

## Géographie
Krouna se trouve à 9 km à l'est de Hlinsko, à 26 km au sud-est de Chrudim, à 35 km au sud-est de Pardubice et à 119 km à l'est-sud-est de Prague.

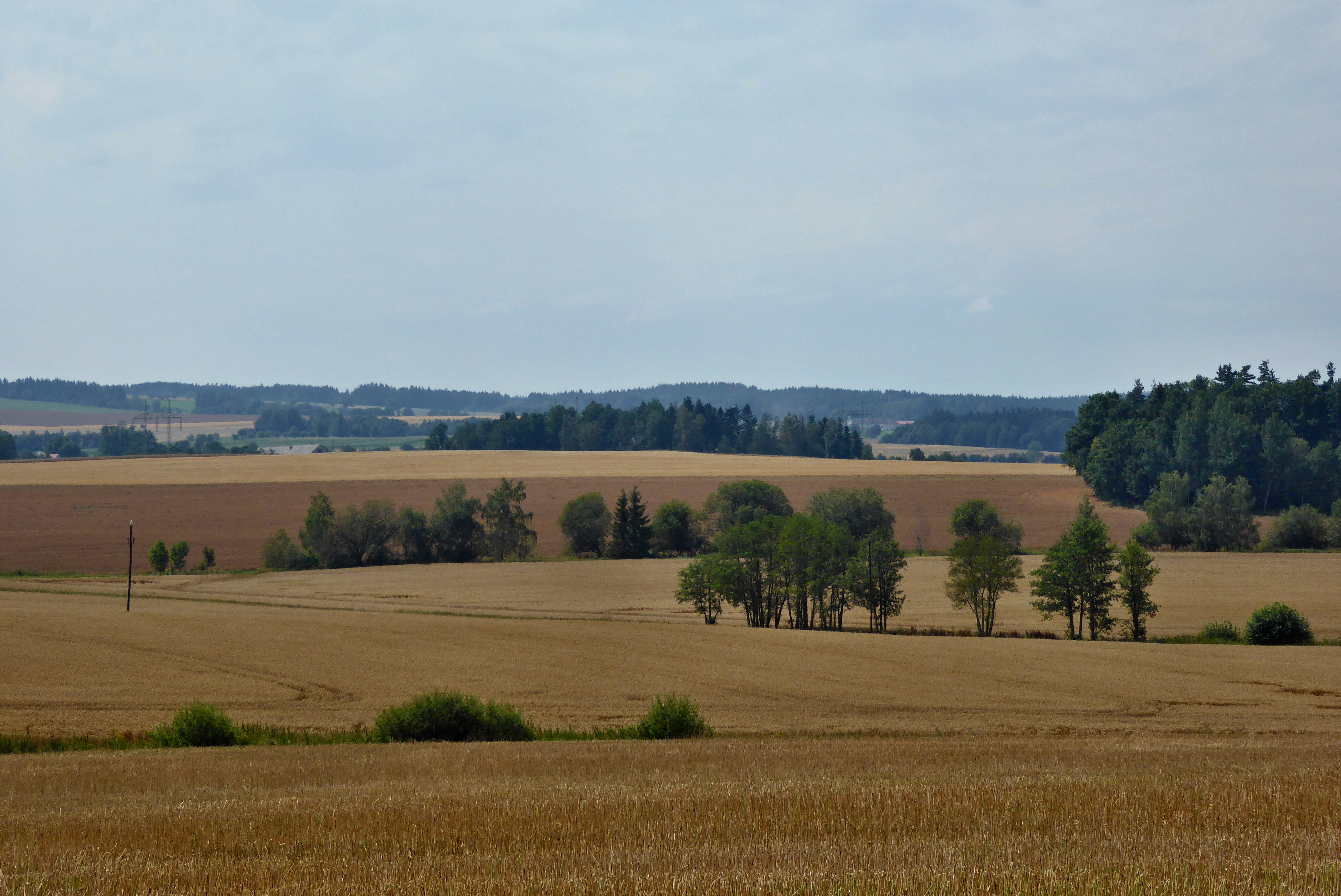
Environs de Krouna.

La commune est limitée par Vojtěchov au nord-ouest, par Pokřikov, Skuteč et Otradov au nord, par Proseč à l'est, par Pustá Kamenice au sud-est, par Svratouch et Chlumětín au sud, et par Kameničky, Dědová et Kladno à l'ouest.

## Histoire
La première mention écrite de la localité date de 1349.

## Administration
- Čachnov
- Františky
- Krouna
- Oldřiš
- Ruda
- Rychnov

## Galerie

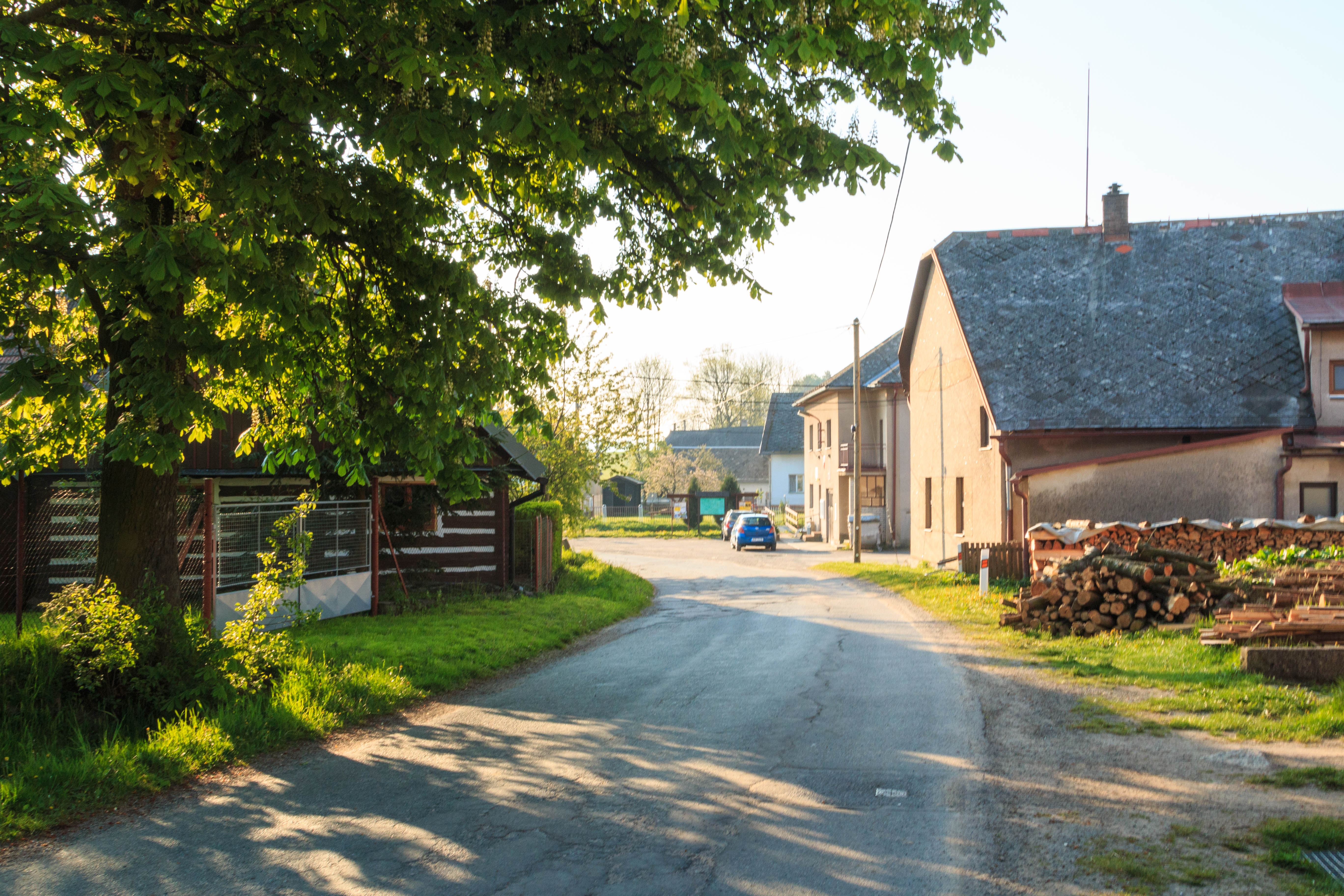
Hameau d'Oldřiš.
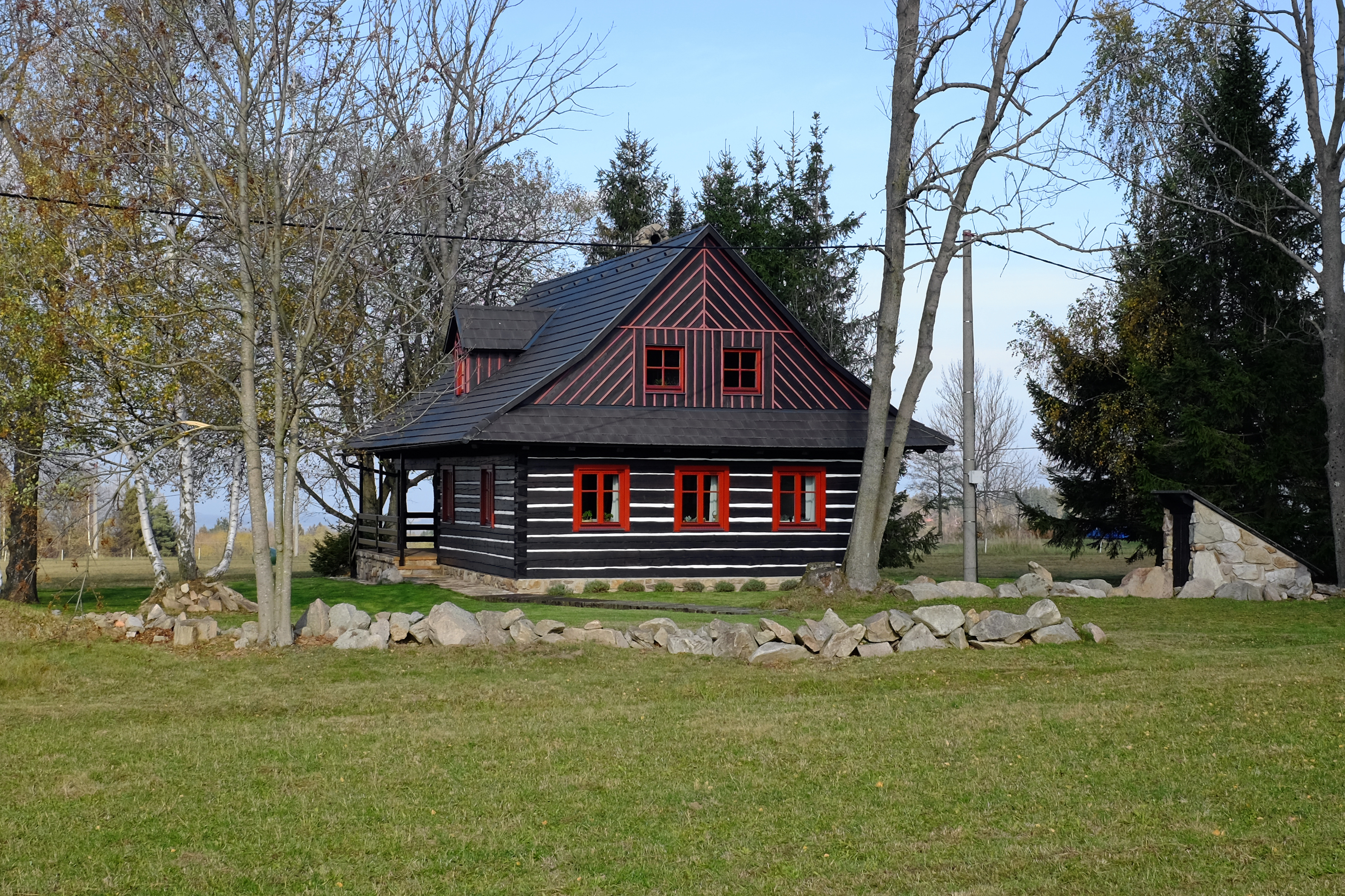
Maison à Františky.

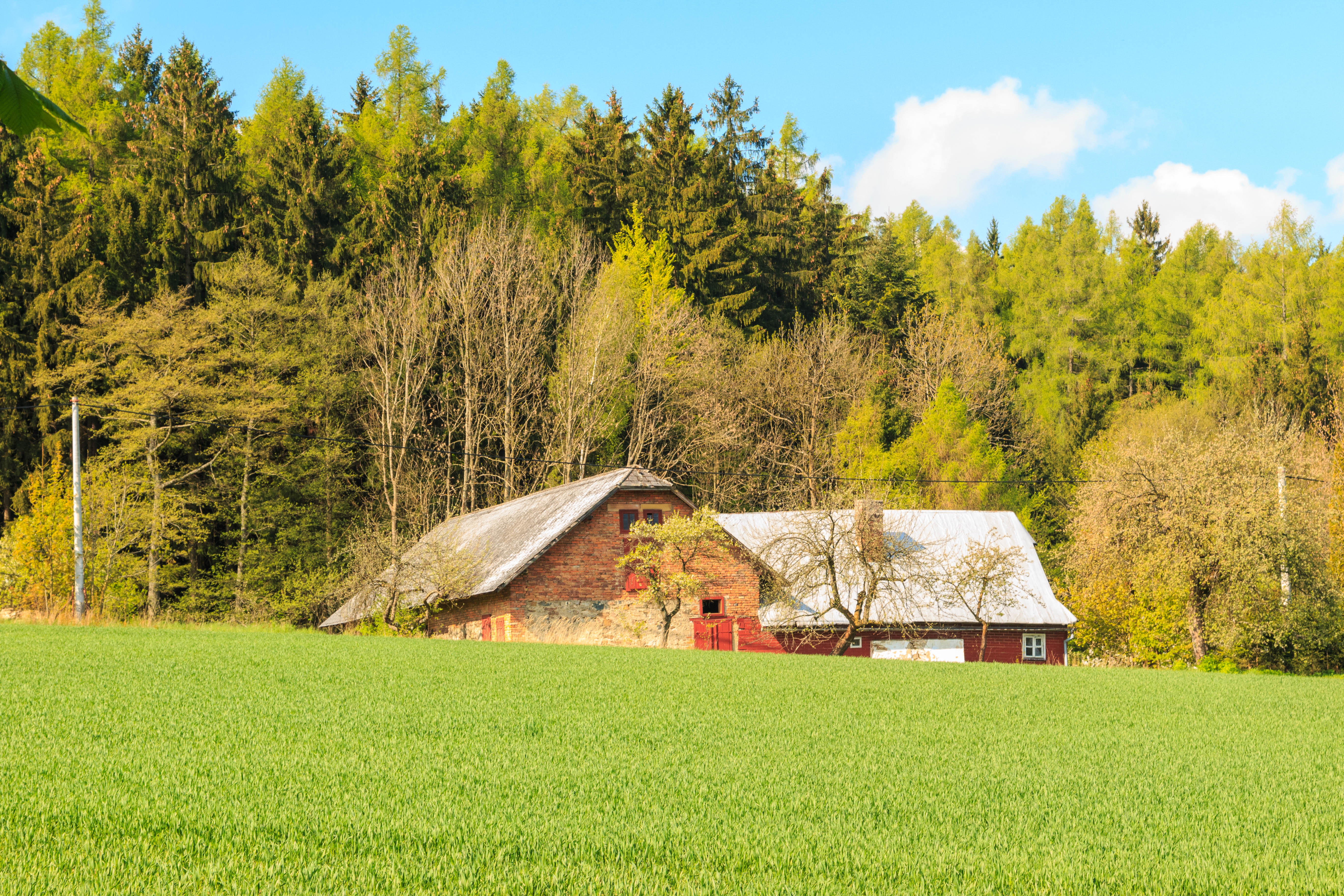
Čachnov.

## Transports
Par la route, Krouna se trouve à 11 km de Skuteč, à 32 km de Chrudim, à 42 km de Pardubice et à 152 km de Prague.